# ラー・シャローム (小惑星)
ラー・シャローム（2100 Ra-Shalom、ラ・シャロムと表記されることも多い）は軌道長半径が地球のものより短いアテン群の小惑星である。パロマー山天文台のエレノア・ヘリンによって発見された。
名前はエジプトの太陽神ラーとヘブライ語で「平和」を表すシャロームをつなげたもので、発見された1978年の3月26日に結ばれたエジプトとイスラエルの間のキャンプ・デービッド合意を意識して命名されたものである。